# Aphanistes didii
Aphanistes didii là một loài tò vò trong họ Ichneumonidae.